# Leichtathletik-Weltmeisterschaften der Behinderten 2006/Teilnehmer (Schweiz)
| stlisierte Goldmedaille | stlisierte Silbermedaille | stlisierte Bronzemedaille |
| ----------------------- | ------------------------- | ------------------------- |
| 5                       | 10                        | 4                         |

Von Swiss Paralympic, dem Schweizerischen Paralympischen Komitee, wurde eine aus zehn Sportlern und drei Sportlerinnen bestehende Delegation zu den Leichtathletik-Weltmeisterschaften der Behinderten 2006 entsandt, die 19 Medaillen errang.

## Ergebnisse

### Frauen
| Athletinnen              | Wettbewerb                 | Vorlauf / Vorkampf | Vorlauf / Vorkampf | Halbfinale    | Halbfinale | Finale             | Finale |
| Athletinnen              | Wettbewerb                 | Zeit / Weite       | Rang               | Zeit / Weite  | Rang       | Zeit / Weite       | Rang   |
| ------------------------ | -------------------------- | ------------------ | ------------------ | ------------- | ---------- | ------------------ | ------ |
| Pia Schmid               | 100 m Rennrollstuhl T52    | –                  | –                  | –             | –          | 22,11 s            |        |
| Pia Schmid               | 200 m Rennrollstuhl T52    | –                  | –                  | –             | –          | 42,75 s            |        |
| Edith Hunkeler           | 200 m Rennrollstuhl T54    | –                  | –                  | 29,96 s PB    | 2          | 30,53 s            |        |
| Sandra Graf-Mittelholzer | 400 m Rennrollstuhl T54    | –                  | –                  | 1:02,76 min s | 3          | nicht qualifiziert | 9      |
| Edith Hunkeler           | 400 m Rennrollstuhl T54    | –                  | –                  | 56,89 s       | 1          | 54,73 s            |        |
| Sandra Graf-Mittelholzer | 800 m Rennrollstuhl T54    | –                  | –                  | 1:58,24 min   | 2          | 1:58,31 min        | 6      |
| Edith Hunkeler           | 800 m Rennrollstuhl T54    | –                  | –                  | 1:55,38 min   | 2          | 1:55,33 min        |        |
| Sandra Graf-Mittelholzer | 1500 m Rennrollstuhl T54   | –                  | –                  | 3:44,18 min   | 2          | 3:44,89 min        | 7      |
| Edith Hunkeler           | 1500 m Rennrollstuhl T54   | –                  | –                  | 3:41,32 min   | 1          | 3:41,26 min        |        |
| Sandra Graf-Mittelholzer | 5000 m Rennrollstuhl T54   | –                  | –                  | –             | –          | 13:32,66 min       |        |
| Edith Hunkeler           | 5000 m Rennrollstuhl T54   | –                  | –                  | –             | –          | 12:58,97 min CR    |        |
| Sandra Graf-Mittelholzer | Marathon Rennrollstuhl T54 | –                  | –                  | –             | –          | 1:44:23 h =CB      |        |
| Edith Hunkeler           | Marathon Rennrollstuhl T54 | –                  | –                  | –             | –          | DNF                | –      |

### Männer
| Athleten                                                 | Wettbewerb                 | Vorlauf / Vorkampf | Vorlauf / Vorkampf | Halbfinale      | Halbfinale | Finale             | Finale |
| Athleten                                                 | Wettbewerb                 | Zeit / Weite       | Rang               | Zeit / Weite    | Rang       | Zeit / Weite       | Rang   |
| -------------------------------------------------------- | -------------------------- | ------------------ | ------------------ | --------------- | ---------- | ------------------ | ------ |
| Lukas Hendry                                             | 100 m T11                  | 12,60 s            | 3                  | –               | –          | nicht qualifiziert | 21     |
| Christoph Bausch                                         | 100 m T44                  | 12,05 s            | 3                  | –               | –          | 12,24 s            | 5      |
| Christoph Bausch                                         | 200 m T44                  | –                  | –                  | 24,93 s         | 3          | 24,71 s            | 7      |
| Christoph Sommer                                         | 1500 m T46                 | –                  | –                  | DNF             | –          | –                  | –      |
| Christoph Sommer                                         | 5000 m T46                 | –                  | –                  | –               | –          | 15:28,21 min PB    | 6      |
| Beat Bösch                                               | 100 m Rennrollstuhl T52    | –                  | –                  | 18,07 s         | 1          | 17,82 s            |        |
| Bojan Mitic                                              | 100 m Rennrollstuhl T53    | –                  | –                  | 16,55 s         | 5          | nicht qualifiziert | 14     |
| Christian Gobe                                           | 100 m Rennrollstuhl T54    | –                  | –                  | 15,68 s         | 7          | nicht qualifiziert | 18     |
| Beat Bösch                                               | 200 m Rennrollstuhl T52    | –                  | –                  | 32,58 s         | 1          | 31,91 s            |        |
| Bojan Mitic                                              | 200 m Rennrollstuhl T53    | –                  | –                  | 29,35 s         | 7          | nicht qualifiziert | 14     |
| Beat Bösch                                               | 400 m Rennrollstuhl T52    | –                  | –                  | 1:11,12 min     | 2          | 1:09,84 min        | 7      |
| Bojan Mitic                                              | 400 m Rennrollstuhl T53    | –                  | –                  | 1:00,32 min     | 4          | nicht qualifiziert | 17     |
| Marcel Hug                                               | 400 m Rennrollstuhl T54    | 51,73 s            | 2                  | 51,32 s         | 1          | 48,97 s            |        |
| Beat Bösch                                               | 800 m Rennrollstuhl T52    | –                  | –                  | 2:27,12 min     | 5          | nicht qualifiziert | 9      |
| Heinz Frei                                               | 800 m Rennrollstuhl T53    | –                  | –                  | 1:44,63 min CR  | 1          | 1:47,93 min        |        |
| Marcel Hug                                               | 800 m Rennrollstuhl T54    | 1:44,04 min        | 1                  | 1:43,43 min     | 1          | 1:39,10 min        |        |
| Tobias Lötscher                                          | 800 m Rennrollstuhl T54    | 1:49,10 min        | 3                  | 1:46,79 min     | 5          | nicht qualifiziert | 12     |
| Heinz Frei                                               | 1500 m Rennrollstuhl T54   | 3:25,71 min        | 2                  | 3:30,53 min     | 2          | 3:16,26 min        | 5      |
| Marcel Hug                                               | 1500 m Rennrollstuhl T54   | 3:37,20 min        | 3                  | 3:10,68 min     | 2          | 3:17,61 min        | 8      |
| Tobias Lötscher                                          | 1500 m Rennrollstuhl T54   | 3:22,70 min        | 5                  | 3:12,81 min     | 4          | nicht qualifiziert | 11     |
| Heinz Frei                                               | 5000 m Rennrollstuhl T54   | 11:36,09 min PB    | 4                  | 10:52,51 min PB | 4          | 11:23,16 min       | 9      |
| Marcel Hug                                               | 5000 m Rennrollstuhl T54   | 12:10,82 min       | 4                  | 11:11,82 min    | 2          | 11:20,68 min       |        |
| Tobias Lötscher                                          | 5000 m Rennrollstuhl T54   | 11:40,81 min       | 4                  | 10:52,51 min    | 5          | 11:22,66 min       | 8      |
| Heinz Frei                                               | 10.000 m Rennrollstuhl T54 | –                  | –                  | 23:11,25 min    | 3          | 23:07,24 min       |        |
| Marcel Hug                                               | 10.000 m Rennrollstuhl T54 | –                  | –                  | 23:39,12 min    | 1          | 23:06,71 min       |        |
| Heinz Frei                                               | Marathon Rennrollstuhl T54 | –                  | –                  | –               | –          | 1:28:17 h          |        |
| Marcel Hug                                               | Marathon Rennrollstuhl T54 | –                  | –                  | –               | –          | 1:29:57 h          | 4      |
| Tobias Lötscher                                          | Marathon Rennrollstuhl T54 | –                  | –                  | –               | –          | 1:37:59 h          | 24     |
| Bojan Mitic, Christian Gobe, Tobias Lötscher, Marcel Hug | 4 × 100 m T53-54           | –                  | –                  | 57,56 s         | 2          | nicht qualifiziert | 8      |
| Tobias Lötscher, Christian Gobe, Heinz Frei, Marcel Hug  | 4 × 400 m T53-54           | –                  | –                  | 3:33,50 min     | 2          | nicht qualifiziert | 6      |
| Lukas Hendry                                             | Weitsprung F11             | –                  | –                  | –               | –          | 5,81 m             | 6      |
| Urs Kolly                                                | Weitsprung F44             | –                  | –                  | –               | –          | 5,89 m             | 6      |
| Urs Kolly                                                | Kugelstoßen F44            | –                  | –                  | –               | –          | 12,54 m            | 9      |
| Urs Kolly                                                | Diskuswurf F44             | –                  | –                  | –               | –          | 42,98 m PB         | 4      |
| Urs Kolly                                                | Speerwurf F44              | –                  | –                  | –               | –          | 44,90 m            | 4      |
| Urs Kolly                                                | Fünfkampf P44              | –                  | –                  | –               | –          | 4152 Punkte        |        |